# Florent Lambrechts
Pour les articles homonymes, voir Lambrecht.
Florent Florke Lambrechts est un footballeur belge né le 25 mars 1910 à Anvers et décédé le 14 avril 1990.
Il évolue comme attaquant au Royal Antwerp FC, champion de Belgique en 1929 et 1931. Florke est le meilleur buteur du championnat de Belgique en 1936, en inscrivant 36 buts. Cette saison-là, lors d'une victoire écrasante contre Berchem (11-0), il a été l'auteur de 7 buts.

## Palmarès
- Champion de Belgique en 1929 et 1931 avec le Royal Antwerp FC
- Vice-Champion de Belgique en 1930, 1932 et 1933 avec le Royal Antwerp FC
- Meilleur buteur du Championnat de Belgique en 1936 (36 buts)